# Jean-Pierre Ostende
Jean-Pierre Ostende, né en 1954 à Marseille (Bouches-du-Rhône), est un écrivain français.

## Biographie
Il vit à Marseille.
Jean-Pierre Ostende a créé un blog en janvier 2015 : Histoire sauvage

## Résidences
- A la SNCF, ateliers de réparations de Marseille-Prado en 1988, écriture d’une mémoire collective. Publication aux éditions Via Valériano en 1990.
- Résidence dans la ville de La Garde (près de Toulon) en 1992 et 1993. Écriture d’un roman dans la ville. Publié aux éditions Gallimard en 1994 (Le documentariste).
- Résidence Friche de la Belle de Mai. Production de textes radiophoniques, d’émissions de radio et de textes dans le journal de la friche.
- Résidence à Grenoble en 1995 dans l’entreprise Merlin Gerin, au moment de la fusion de Merlin Gerin et de Telemécanic, les deux entreprises venant d’être absorbées par le groupe Schneider. Travail sur le langage électrique et la vie dans l’entreprise technologique, publié en revues (Perpendiculaire) et en livre (aux éditions de l’Atelier sous le titre “Les gens de Merlin”, ouvrage collectif.)
- 1997. Résidence à Parme (Italie), au théâtre delle Bricciole : écriture (en collaboration avec Bruno Stori) et participation à la dramaturgie pour la pièce “Occhi chiusi”. Tournée en France et Italie en 1998, 1999.
- 2000. Mission Stendhal à Hambourg, Berlin et Palerme. Cette résidence fera l’objet d’un texte radiophonique réalisé et diffusé par France Culture sous le titre « Le lait des lions » en 2004.
- Résidence à Damas et Alep (Syrie) avec deux poètes français et trois poètes syriens. Publication d’un ouvrage collectif dans la collection du cipM (Centre international de poésie Marseille) en 2002.
- 2001. Résidence en Sicile. Lectures, interventions à Syracuse (alliance française) et Palerme (Université, Centre culturel et librairie).
- 2002. Résidence en novembre à la médiathèque de Rezé (Loire Atlantique). Rencontres et lectures.
- Résidence à Hanoï (Vietnam) pour un projet autour des archives de guerre avec l’artiste plasticien Frédéric Clavère.
- 2003. Résidence en avril, médiathèque de Rezé (Loire Atlantique). Rencontres et lectures à Rezé et Nantes (Lieu unique).
- Résidence en août et septembre, villa Waldberta (Feldafing, Bavière) avec lecture.
- Résidence à l’école supérieure des beaux-arts de Genève, rencontres des étudiants avant leur diplôme. Commande d’un texte pour le catalogue de fin d’année (Take off 2004, directeur de publication et de conception, Jean-Pierre Greff)
- Résidence Compagnie l’art de vivre, marseille, commande d’adaptation de Pirandello (2004).
- Résidence en septembre, octobre et novembre 2004, à l’invitation de Monum (Monuments historiques) au château de La Motte Tilly (Aube).
- Septembre, octobre, novembre 2007. Résidence à l’invitation de Monum (Monuments historiques) au palais du Tau, cathédrale de Reims. (Reims)
- Commande friche de la belle de mai sur l’exposition Enlarge your practice (2007).
- Décembre 2007 à juin 2008, résidence La Ciotat, collège Jean-Jaurès. Avec la photographe Suzanne Hetzel (2007).
- Mission Stendhal, Shanghaï, Chine (2008).
- Résidence de montage avec Suzanne Hetzel, association Vidéochroniques, Marseille  (2008).
- Résidence dans le Vercors (2009).
- Résidence de dix mois au centre Khiasma dans le cadre des résidences de la région île de France (2009). Réalisation de trois sérigraphies. Khiasma, Les Lilas, seine Saint-Denis (2009).

## Publications
- Travail d’écriture d’une fiction et d’émissions radiophoniques dans la cité Bellevue à Marseille en 1993 et 1994. Édition d’un livre aux Éditions du Midi Illustré en 1995. Et d’un disque compact (voir réalisations sonores)
- 1998 commande d’écriture d’un livre autour de Bruegel par les Éditions Flohic. Publié sous le titre « Bruegel, jeu, travail, place ».
- Salon du livre de La Havane (Cuba) à l’occasion de la publication de « Narrativa francesca contemporeana », anthologie d’écrivains français contemporains (2002).
- Commande d’un texte par le Musée-Château d’Annecy pour l’exposition de Didier Courbot (2004).
- Commande, texte pour la galerie du tableau publié sous le titre « Seize mètres carrés » aux éditions le mot et le reste / diem perdidi en 2005.
- Commande d’un texte sur la prévention, le traitement et les soins des addictions par l’ampta, association méditerranéenne de prévention et de traitement des addictions. Publié sous le titre « Vous qui tuez le temps » (2006).
- Publication revue Espaces (2008).
- Publication dans la revue CCP n°12 « Bien qu’il fût un excellent pongiste » sur Christian Gabrielle Guez-Ricord (2006).
- Décembre 2008.  Réalisation et édition en DVD du film de fiction « Qu’allons-nous devenir ? » 21 min (coréalisé avec Suzanne Hetzel.) Financement Fondation de France, Drac, Préfecture.
- Janvier 2009. Publication « La bête pieds nus dans son terrier », La revue n° 31, Autres & Pareils.
- Publication de « Mom » dans l’ouvrage collectif « Les galeries Morvandelles » autour du travail photographique de Suzanne Hetzel, édité par le centre d’art le Parc Saint Léger (2009).
- Publication à la maison des écrivains et de la littérature - Publication revue du CIPM - Publication dans Marseille l’Hebdo de trois textes et d’un dossier sur l’explorateur club (2009).
- Publication CIPM, « les écrivains et la colère » (2010).
- Existences dans la revue Espaces numéro 8 (2012)
- Femmes trouvées en ville dans catalogue de Yazid Oulab, Editions du Palais (2013)
- Encore du bruit dans la tombe à côté. Docks (2013)
- Cauchemar de parents supposant la présence de pédophiles dans le parc in Ekphrasis, copie non conforme, ouvrage collectif, éd. Raisons de Catalogue (2013)
- L’enfance d’Astérides in « Qui est qui ? » ouvrage collectif, éditions Astérides (2013)
- Papa Noël n’oublie pas mes petits rangers in Zone d’Expérimentation #6 (2014)
- Un singe seul sur un comptoir. In Faune à la petite chaise de Sylvain Gérard, ouvrage collectif, éditions Fidel Anthelme X (2014)

## Réalisations sonores
- Disque compact : Places fortes, voix publiques, avec Lucien Bertolina, 1993. (Production Théâtre Toursky)
- Cassette radiophonique : Jeunes rappeurs à Marseille, 1995 (Prod. Euphonia.)
- Disque compact : Bellevue Parc. Avec L. Bertolina. Éditions Stupeur et trompette. 1996.
- Série d’émissions sur le centre ville de Marseille vu par des étrangers de passage, 1997, (Prod. Euphonia)
- Pièce sonore, voraces, 2010, diffusé par Chloë Delaume.
- Audioguide La croisière des spectres. 55 min, Promenades sonores à Marseille, 2013

## Dramatiques radiophoniques produites par France-Culture
- Une rencontre de circonstances, 1987 (réalisation Christine Bernard-Sugy).
- La visite, 1988 (réalisation Marguerite Gateau).
- Le candidat Chutes-Lavie, 1989 (réalisation Jean-Pierre Colas).
- Prix des nouveaux talents radiophoniques de la SACD en 1990.
- Réquisition, 1991 (réalisation Michel Sidoroff). (Cette dramatique a été l’objet d’un film par Alain Guesnier, diffusé par la septième chaîne en 1991)
- Dérapages, 1993 (réalisation Michel Sidoroff).
- La cadence, 1994 (réalisation Michel Sidoroff).
- Exil, 1995 (réalisation Georges Peyrou).
- L’île Gérard, 2001 (réalisation Michel Sidoroff).
- Le lait des lions, atelier de création radiophonique, 2004, (réalisation Michel Sidoroff)
- 2008, 6 décembre. Extension massive de l’excès, (réalisation Étienne Vallés).
- 2010, septembre. Feuilleton. 10 épisodes. Terrific Park, (réalisation de Michel Sidoroff).
- 2017, Souffrir à Saint-Tropez, (réalisation Jean-Matthieu Zahnd).
- 2018, La Réserve Noire, (réalisation, Jean-Matthieu Zahnd).

## Théâtre
- 1997 : Ecriture à Parme (Italie) en collaboration avec l’écrivain Bruno Stori du texte Occhi Chiusi (Les yeux fermés) pour le Teatro del Bricciole, mise en scène Letizia Quintavalla.
- 2004 : Adaptation de « Chacun à son idée » (de Pirandello) avec l’écrivain Jean-Paul Curnier auteur du texte « Et voilà le Travail », compagnie l’art de vivre, mise en scène Yves Fravega, Marseille.

## Films
- « Qu’allons-nous devenir ? » coréalisé avec Suzanne Hetzel. 21 minutes. 2009-06-06 (production de la fondation de France et du bureau des compétences et désirs)
- « Et voraces ils couraient dans la nuit », disponible sur youtube, 2011.
- Écriture et co-réalisation avec Christophe Martin du court métrage « On the tip of the tongue ». 2011
- Écriture et co-réalisation avec Christophe Martin du court métrage Une telle réalité on s'en défend. 2012